# Daydream (Mariah Carey)
| Recensione           | Giudizio |
| -------------------- | -------- |
| AllMusic             |          |
| Entertainment Weekly | B        |

Daydream è il quinto album in studio di Mariah Carey, pubblicato nel 1995. L'album è più orientato verso il genere hip hop e R&B contemporaneo rispetto ai suoi precedenti album. Nel corso della sua creazione, la Carey ha collaborato con Walter Afanasieff, con il quale ha scritto e prodotto la maggior parte dei suoi due album precedenti. Con Daydream la cantautrice ha preso un maggiore controllo sulla direzione musicale e la composizione dell'album. La cantautrice ha detto che con Daydream inizia la sua trasformazione musicale e vocale, un cambiamento che è diventato più evidente nel 1997 con Butterfly. Durante la produzione dell'album, la Carey sopportò molte divergenze creative con la sua etichetta, la Columbia Records e il marito, Tommy Mottola.
Per Daydream, Carey ha collaborato con Jermaine Dupri per la prima volta, e co-scritto e prodotto un brano con Kenneth "Babyface" Edmonds, con cui aveva collaborato in Music Box. È stata anche la prima volta che ha lavorato con Boyz II Men, un gruppo R&B, composto da quattro cantanti maschi. Insieme hanno scritto il concetto e testo di One Sweet Day, una canzone che la Carey ha co-prodotto con Afanasieff. Daydream è stato candidato a sei Grammy Awards. Grazie al successo di critica e commerciale dell'album, i critici ritenevano che la Carey sarebbe stata una delle grandi vincitrici. Tuttavia, la cantautrice non ottenne nessun Grammy.
I critici hanno elogiato i testi dell'album, giudicati più maturi. L'album ha avuto successo in tutto il mondo, debuttando alla numero uno in più di otto paesi diversi, e in top-five in quasi tutti i mercati. L'album divenne il secondo album della Carey ad essere certificato disco di diamante dalla Recording Industry Association of America (RIAA). A parte il suo successo negli Stati Uniti, l'album è diventato il terzo album più venduto in Giappone da un artista non-asiatico, con oltre 2,1 milioni di copie vendute.

## Tracce
1. Fantasy – 4:04 (Mariah Carey, Chris Frantz, Tina Weymouth, Dave Hall, Adrian Belew, Steven Stanley)
2. Underneath the Stars – 3:33 (Mariah Carey, Walter Afanasieff)
3. One Sweet Day – 4:42 (Mariah Carey, Walter Afanasieff, Michael McCary, Nathan Morris, Wanya Morris, Shawn Stockman)
4. Open Arms – 3:30 (Steve Perry, Jonathan Cain)
5. Always Be My Baby – 4:18 (Mariah Carey, Jermaine Dupri, Manuel Seal Jr.)
6. I Am Free – 3:09 (Mariah Carey, Walter Afanasieff)
7. When I Saw You – 4:24 (Mariah Carey, Walter Afanasieff)
8. Long Ago – 4:33 (Mariah Carey, Jermaine Dupri, Manuel Seal Jr.)
9. Melt Away – 3:42 (Mariah Carey, Babyface)
10. Forever – 4:00 (Mariah Carey, Walter Afanasieff)
11. Daydream Interlude (Fantasy Sweet Dub Mix) – 3:04 (Mariah Carey, Chris Frantz, Tina Weymouth, Dave Hall, Adrian Belew, Steven Stanley)
12. Looking In – 3:35 (Mariah Carey, Walter Afanasieff)

Bonus track per il Giappone
1. Fantasy (Def Club Mix) – 3:45 (Mariah Carey, Chris Frantz, Tina Weymouth, Dave Hall, Adrian Belew, Steven Stanley)

Bonus track per Spagna e America Latina
1. El Amor Que Soñé – 3:32 (Manny Benito, Steve Perry, Jonathan Cain)

## Posizioni in classifica
| America del Nord    | Max posizione   |
| ------------------- | --------------- |
| USA Billboard 200   | 1 (6 settimane) |
| Canada              | 3               |
| Europa              | Max posizione   |
| European Top Albums | 2               |
| Olanda              | 1 (1 settimana) |
| UK                  | 1 (1 settimana) |
| Germania            | 1 (1 settimana) |
| Svizzera            | 1 (1 settimana) |
| Francia             | 2               |
| Norvegia            | 3               |
| Austria             | 5               |
| Spagna              | 5               |
| Italia              | 6               |

| Oceania       | Max posizione   |
| ------------- | --------------- |
| Australia     | 1               |
| Nuova Zelanda | 1 (1 settimana) |
| Asia          | Max posizione   |
| Giappone      | 1               |
| Israele       | 1               |